# Pseudagrion seyrigi
Pseudagrion seyrigi är en trollsländeart som beskrevs av Schmidt 1951. Pseudagrion seyrigi ingår i släktet Pseudagrion och familjen dammflicksländor. Inga underarter finns listade i Catalogue of Life.